# Cryptodus bilobus
Cryptodus bilobus är en skalbaggsart som beskrevs av Lea 1917. Cryptodus bilobus ingår i släktet Cryptodus och familjen Dynastidae. Inga underarter finns listade i Catalogue of Life.